# الفيلق البريطاني الحر
الفيلق البريطاني الحر ( (بالألمانية: Britisches Freikorps)‏  . BFC) كانت وحدة تابعة لفافن إس إس بألمانيا النازية خلال الحرب العالمية الثانية، وتكون من أسرى الحرب البريطانيين ودومينيون الذين تم تجنيدهم من قبل ألمانيا. كانت الوحدة معروفة أصلاً باسم فيلق القديس جورج. حدد البحث الذي أجراه المؤرخ البريطاني أدريان ويل 54 رجلاً  ينتمون إلى هذه الوحدة في نفس الوقت. لم تصل القوة في أي وقت من الأوقات إلى أكثر من 27 رجلا.

## تشكيل
جاءت فكرة الفيلق البريطاني الحر من جون آميري، الفاشي البريطاني، نجل وزير الخارجية البريطاني الحالي للهند، ليو آميري. سافر جون آميري إلى برلين في أكتوبر عام 1942، واقترح على الألمان تشكيل قوة تطوعية بريطانية للمساعدة في محاربة البلاشفة. كان على غرار القوة التطوعية البريطانية بعد Légion des volontaires français contre le bolchévisme (فيلق المتطوعين الفرنسيين ضد البلشفية)، وهي قوة تعاونية فرنسية تقاتل مع الجيش الألماني. بالإضافة إلى الترويج لفكرة وجود قوة تطوعية بريطانية، حاولت أميري بنشاط تجنيد البريطانيين. لقد صنع سلسلة من البرامج الدعائية الإذاعية المؤيدة لألمانيا، مناشدًا مواطنيه أن ينضموا إلى الحرب ضد الشيوعية. 

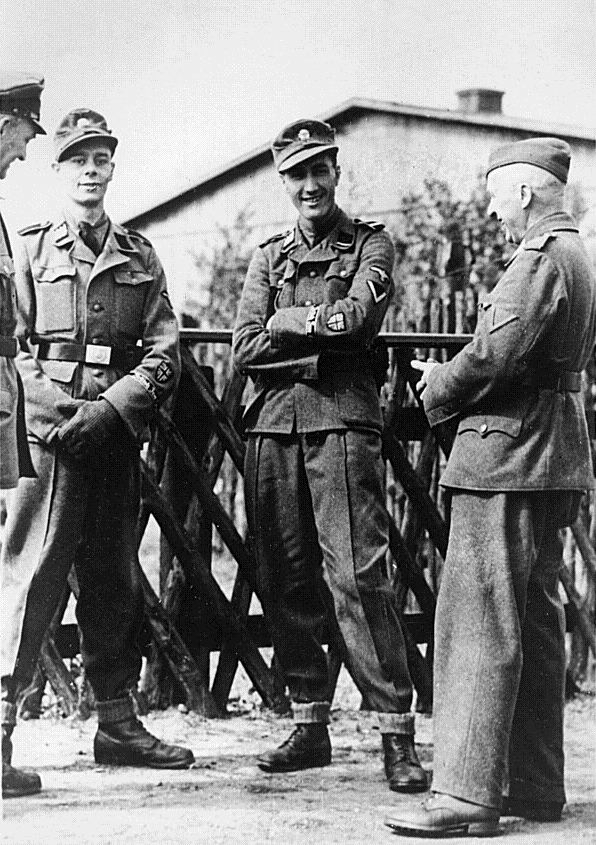
مجندان مبكران في الفيلق: كينيث بيري وألفريد مينشين، مع الضباط الألمان في أبريل 1944

## معرض صور

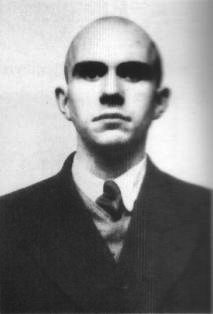
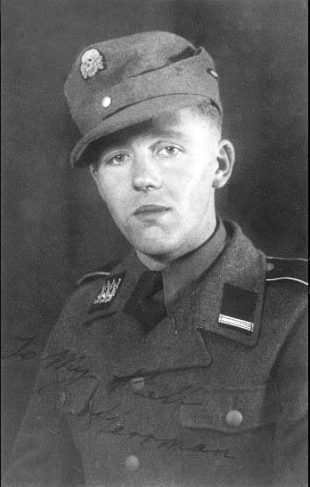
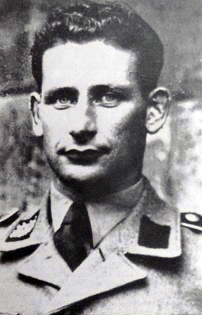
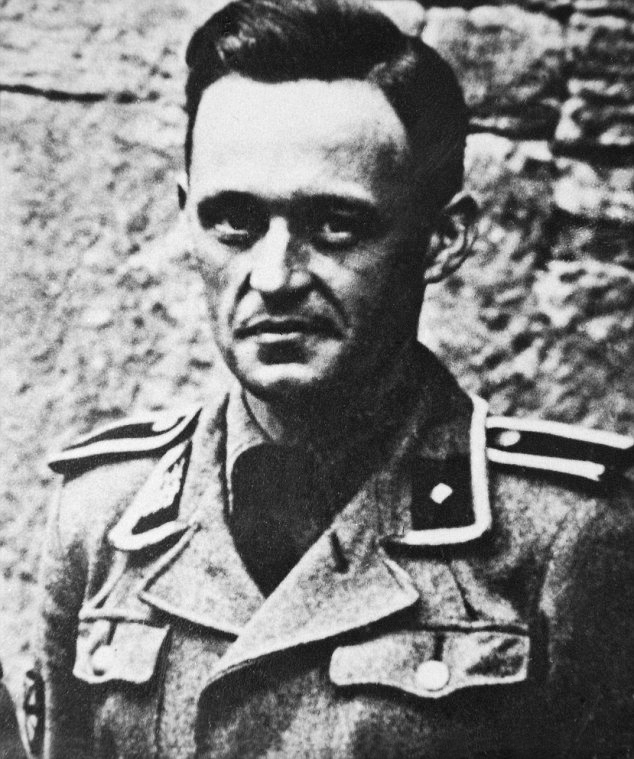

### اقتباسات
1. ↑  "Soldier Refused Civil Court Trial". Edmonton Journal. 30 أغسطس 1945. ص. 2. مؤرشف من الأصل في 2020-01-02.
2. ↑  Weale، Adrian (1994). "British Free Corps in SS-Waffen – Myth and Historic Reality". australiarussia.com. مؤرشف من الأصل في 2019-10-08. اطلع عليه بتاريخ 2016-05-18.
3. ↑  Weale, Adrian (2014-11-12). Renegades - Appendix 5 British Members of the British Free Corps and their Aliases(Kindle Locations 3757-3758). Random House. Kindle Edition.